# 韦尔港足球俱乐部
維爾港足球會（英語：Port Vale Football Club）是位於英格蘭西部斯塔福德郡特倫特河畔斯托克的伯斯勒姆（Burslem）的職業足球會，於2021/22年球季取得英乙升班附加賽冠軍後升班到英格蘭甲級聯賽作賽。
維爾港是現時在聯賽中唯一一隊並不以所在地為名的球隊，但原名伯斯勒姆維爾港（Burslem Port Vale）則包括所在地。在斯托克（Stoke）共有兩支聯賽球隊，另一隊是，兩隊的球場相距約5英里，在球迷支持、球隊資產以至成就，維爾港在當地只能屈居第二，但在1990年代時曾有數季榮升甲組〈第二級〉而超越強鄰。  
維爾港的球迷中包拾在斯托克長大的名歌星羅比·威廉斯，2006年2月27日威廉斯購入球隊大量股份，數目雖然未有透露，但估計高達24萬英鎊。

## 大事紀年
| 年 份   | 事 項 |
| ------- | --- |
| 1890-91 | 以伯斯勒姆維爾港（Burslem Port Vale）名義參加中部聯賽（Midland League）                                                                             |
| 1892-93 | 足球聯盟乙組聯賽創始成員 |
| 1896    | 乙組聯賽排第十四位，不獲重選留級 |
| 1896-97 | 再次參加中部聯賽 |
| 1898    | 再獲選加入足球聯盟乙組聯賽 |
| 1907    | 退出足球聯盟 |
| 1911    | 更名 |
| 1919-20 | 列斯市（Leeds City）被逐出足球聯盟，維爾港取代其席位及成績（8戰4勝2和2負）在乙組繼續參賽                                                          |
| 1929    | 乙組聯賽排第廿一位，降級北區丙組 |
| 1929-30 | 北區丙組聯賽冠軍，升級乙組 |
| 1933-34 | 晉身威爾斯杯四強 |
| 1936    | 乙組聯賽排第廿一位，降級北區丙組 |
| 1938-39 | 被轉往南區丙組聯賽 |
| 1952-53 | 被再轉回北區丙組聯賽。 北區丙組聯賽亞軍                                                                                               |
| 1953-54 | 晉身足總杯四強。北區丙組聯賽冠軍，升級乙組                                                                                            |
| 1957    | 乙組聯賽排第廿二位，降級南區丙組 |
| 1958-59 | 聯賽重組後被置於丁組聯賽。丁組聯賽冠軍，升級丙組                                                                                      |
| 1965    | 丙組聯賽排第廿二位，降級丁組 |
| 1969-70 | 丁組聯賽排第四位，升級丙組 |
| 1978    | 丙組聯賽排第廿一位，降級丁組 |
| 1982-83 | 丁組聯賽排第三位，升級丙組 |
| 1984    | 丙組聯賽排第廿三位，降級丁組 |
| 1985-86 | 丁組聯賽排第四位，升級丙組 |
| 1988-89 | 丙組聯賽排第三位，附加賽第一輪兩回合累計4-2擊敗普雷斯頓，決賽兩回合累計2-1擊敗，升級乙組                                              |
| 1992    | 乙組聯賽排第廿四位，降級丙組 |
| 1992-93 | 超聯成立，丙組改組為乙組〈III〉。決賽2-1擊敗，聯賽錦標冠軍。乙組〈III〉聯賽排第三位，附加賽準決賽兩回合累計2-1擊敗，溫布萊決賽0-3負於 |
| 1993-94 | 乙組〈III〉聯賽亞軍，升級甲組〈II〉                                                                                                   |
| 2000    | 甲組〈II〉聯賽排第廿三位，降級乙組〈III〉                                                                                             |
| 2000-01 | 決賽2-1擊敗，聯賽錦標冠軍（第二次）                                                                                                   |
| 2004-05 | 乙組〈III〉聯賽更名“英甲” |
| 2007-08 | 英甲聯賽排第廿三位，降級英乙聯賽 |
| 2011-12 | 進行財務監管並被扣減10分 |
| 2012-13 | 英乙聯賽季軍，直接升班英甲聯賽；更換會徽                                                                                              |
| 2016-17 | 英甲聯賽排第廿一位，降級英乙聯賽 |
| 2021-22 | 英乙聯賽排第五位，附加賽準決賽兩回合連加時累計2-2，十二碼6-5擊敗斯溫頓，溫布萊決賽3-0 曼斯菲特，升班英甲聯賽                          |

## 主場球場

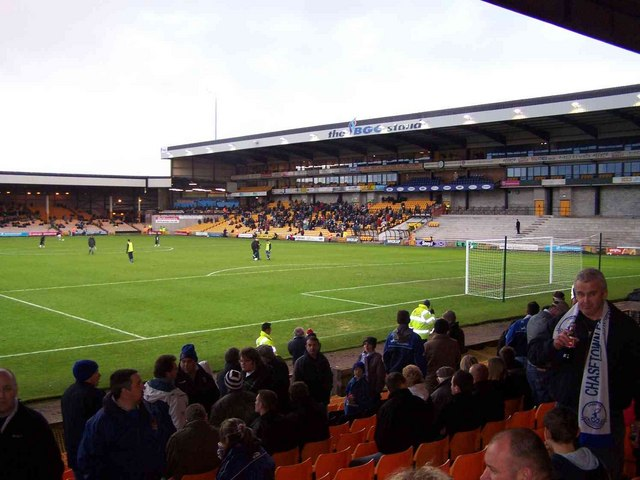
維爾公園

維爾公園（Vale Park）是位於英格蘭西密德蘭斯塔福德郡特倫特河畔斯托克的足球運動場，維爾港足球會自1950年以來一直以此為主場球場。
球場在海平面之上520英呎，是英格蘭足球聯賽中海拔第3高的球場，而全英國則排名第11位，維爾公園的草坪亦是全英格蘭足球聯賽中最闊的球場之一。 現時球場可以容納19,052名觀眾，由四座看台組成，分別是：重建多年仍未完工兩層的「洛恩街看台」（Lorne Street Stand），在對面的「鐵路圍欄」（Railway Paddock）建於1954年，於1990年代將階梯立席加上坐位， 一方球門後是單層的｢漢美爾路看台｣（Hamil Road End），對面是1992年興建的｢拜卡斯徑看台｣（Bycars Lane End）。

## 榮譽

2013年前使用的會徵

| 榮譽                | 次數        | 年度                   |
| 聯 賽 比 賽         | 聯 賽 比 賽 | 聯 賽 比 賽            |
| ------------------- | ----------- | ---------------------- |
| 北區丙組聯賽 冠軍   | 2           | 1929/30年、1953/54年。 |
| 丙組聯賽附加賽 冠軍 | 1           | 1988/89年。            |
| 乙組聯賽附加賽 冠軍 | 1           | 2021/22年。            |
| 丁組聯賽亞軍        | 1           | 1958/59年。            |
| 杯 賽 比 賽         |             |                        |
| 聯賽錦標 冠軍       | 2           | 1993年、2001年。       |

## 著名球星
- （Marcus Bent）
- 罗比·埃尔勒（Robbie Earle）
- 马丁·福伊尔（Martin Foyle）
- 斯蒂夫·古皮（Steve Guppy）
- 威尔夫·柯卡姆（Wilf Kirkham）
- 乔治·奥卡拉汉（George O'Callaghan）
- （Anthony Gardner）